# Augusta von Buttlar

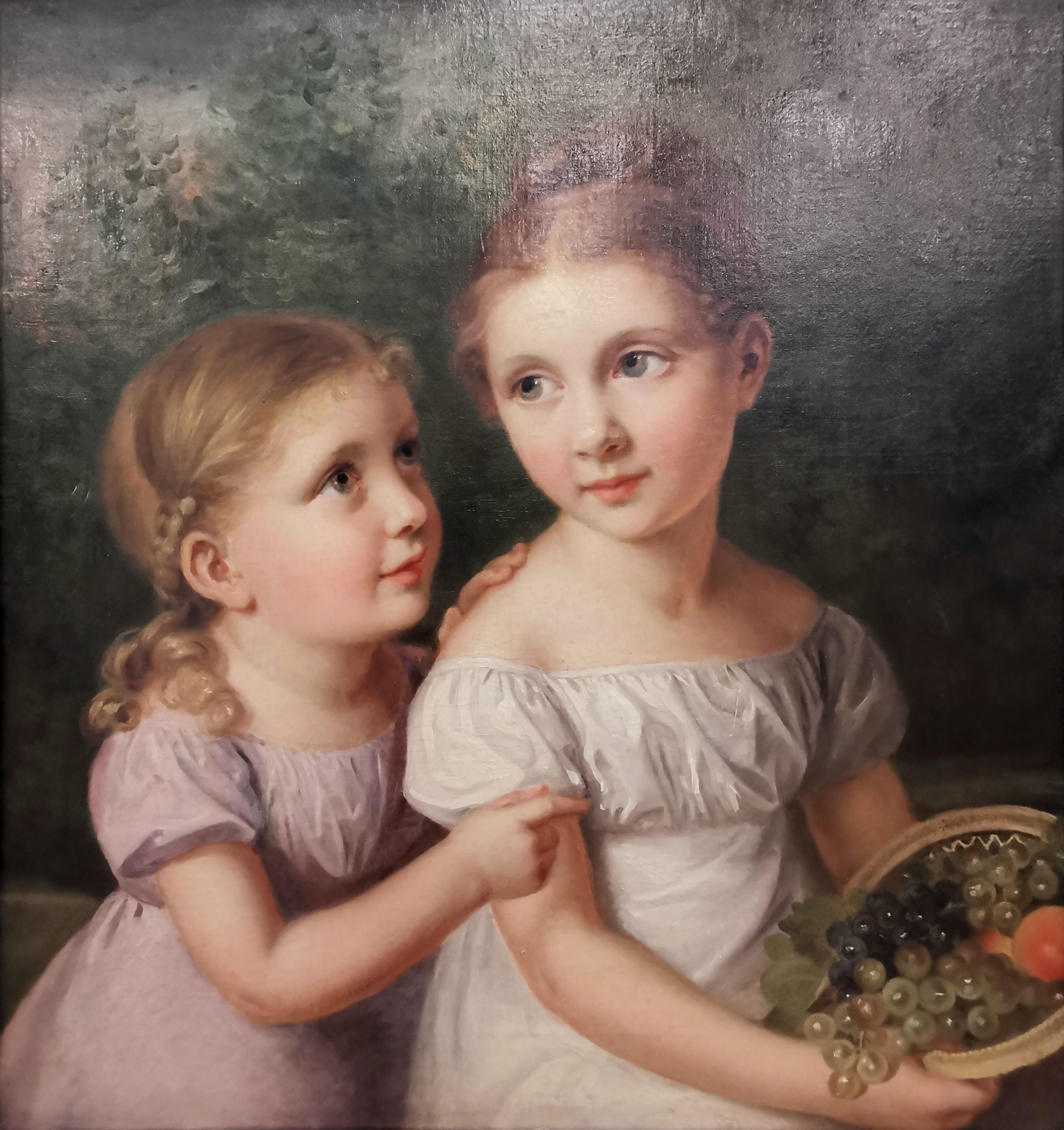
Porträt Adelheid und Marianne von Buttlar (um 1827)

Augusta Freifrau von Buttlar, geb. Ernst (* 17. Juli 1796 in Pillnitz bei Dresden; † 5. Juli 1857 in Florenz), war eine deutsche Porträt- und Miniaturmalerin.

## Herkunft
Ihre Eltern waren Ludwig Emanuel Ernst und dessen Ehefrau Erdmuthe Charlotte Friederike Schlegel. Ihr Vater war Hofwirtschafts-Direktor, Hofsekretär und später Zweiter Hofmarschall am kurfürstlich-Sächsischen Hofe in Dresden. Ihre Mutter war eine Schwester der Literaten August Wilhelm Schlegel und Friedrich Schlegel.

## Leben

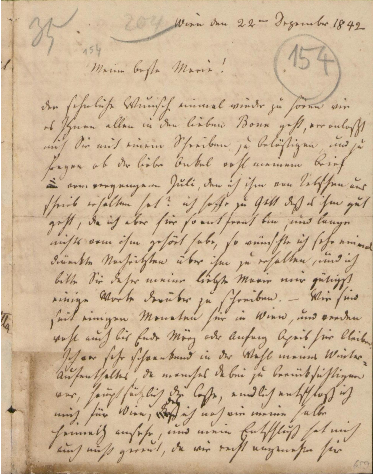
Brief an Maria Löbel, Haushälterin von August Wilhelm Schlegel, 22. Dezember 1842

Augusta von Buttlar studierte ab 1810 an der Kunstakademie in Dresden bei Johann Friedrich Matthäi. Nach der mehrfachen Teilnahme an den Ausstellungen der Kunstakademie in Dresden und einem Aufenthalt in Frankfurt am Main 1818 schrieb sie sich 1821 als „Dilettantin“ an der Akademie der Bildenden Künste in München ein. Dort wurde sie von Robert und Peter von Langer unterrichtet.
Während eines längeren Aufenthalts in Paris 1822/23, den sie zusammen mit ihrem Mann Heinrich von Buttlar unternahm, wurde sie im Atelier von François Gérard unterrichtet. Ab 1824 sind Aufenthalte in London (mit ihrem Onkel August Wilhelm Schlegel), Bonn, Rom, Dresden, Böhmen und Wien nachweisbar. Dort erhielt Augusta von Buttlar auch zahlreiche Bildnisaufträge aus aristokratischen Kreisen. 1827 konvertierte sie in Florenz zum Katholizismus. Im April 1847 kopierte sie in den Uffizien zwei Selbstporträts aus der Sammlung der Künstlerselbstbildnisse – das Raffaels und Pietro Peruginos  – in Aquarell und fertigte auch einige Kreidezeichnungen nach weiteren Gemälden an. Um 1848 war die Familie dann in Brixen in Tirol ansässig. In dieser Zeit machte sie von September 1856 an mit dem Schriftsteller und Theologen Alois Meßmer eine Reise durch Italien, auf der sie am 5. Juli 1857 in Florenz starb.

## Werke
In Paris entstandene künstlerische Werke:
- Porträt der Germaine de Staël nach François Gérard, 1822/1823, Verbleib unbekannt
- Die zwei ältesten Kinder der Herzogin von Broglie, 1823, Verbleib unbekannt
- Porträt der Frau von Unger mit ihrem Sohn, Verbleib unbekannt
- Selbstporträt, Verbleib unbekannt
- Porträt Heinrich von Buttlar, Verbleib unbekannt

Werke in Museen:
- Bildnis der Germaine de Staël (Kopie nach François Gérard), 1824, Kulturhistorisches Museum Görlitz
- Maria mit dem Kind (Kopie nach Jacopo Palma Il Vecchio), 1832, Kulturhistorisches Museum Görlitz